# Geoffrey Hull
Geoffrey Stephen Hull, nascut el 6 de setembre de 1955, és un lingüista, etnòleg i historiador australià, que ha fet contribucions per a l'estudi de les llengües romàniques, cèltiques, eslaves, semites, austronèsiques (com el tetun de Timor Oriental, una llengua que comparteix moltes paraules amb el portuguès i el gallec) i papús, i, en particular, a la relació entre llenguatge i cultura.

## Biografia
D'ascendència anglesa i escocesa del costat patern, la seva família materna pertanyia a la comunitat llatina d'Egipte (d'origen mixt maltès, venecià, triestí i francès), que va deixar el país durant el període de nacionalització de la postguerra (1946-1957). Ell va créixer familiaritzat amb la gran varietat de llengües parlades en la seva família ampliada (en francès, maltès, i diversos dialectes d'Itàlia, l'occità, l'eslovè, el grec i l'àrab).

### Educació i trajectòria acadèmica
Va estudiar Arts a la Universitat de Sydney (1974-1982), completant una tesi doctoral en lingüística històrica, basada en les seves investigacions dialectològiques a Itàlia i a Suïssa. La seva tesi de doctorat, va ser una reconstrucció de la llengua padana subjacent als dialectes gal·loitàlics, venecians i reto-romànics moderns. Abans de completar el doctorat, va realitzar també estudis de filosofia i teologia en l'Aquinas Academy de Sidney. En la seva carrera acadèmica Hull ha ensenyat lingüística i llengües europees modernes i clàssiques a diverses universitats australianes: Universitat de Sydney, Universitat de Melbourne, University of Wollongong i altres institucions d'ensenyament superior australianes; és també un lexicògraf professional i un traductor que treballa en més d'una dotzena de llengües. Actualment és professor adjunt de la Macquarie University, en Sidney.

### Realitzacions a Timor Oriental i treball en favor de la llengua tetun
En els anys 1990 va ajudar el Lideratge de Timor Oriental en exili en la tasca de normalització del tetun i creant una gamma de recursos lingüístics i literaris per a aquesta i altres llengües de Timor Aquest, llavors sota ocupació indonèsia. També va ser membre d'una delegació pro drets humans organitzada per l'Australian Catholic Social Justice Council, que va visitar el país el 1997, al mig d'una escalada de violència i va fer un informe a les Nacions Unides, a la Comissió de Drets Humans d'Indonèsia, al Govern d'Austràlia i al Vaticà.
El setembre del 1999, Hull va deposar davant del Senat australià sobre els abusos que havia presenciat a Timor Est durant les seves visites anteriors. De 2001 a 2007 va ser director d'investigacions i publicacions de l'Institut Nacional de Lingüística, l'autoritat lingüística nacional de l'Estat independent de Timor Oriental. Ell va ser l'organitzador, principal autor i editor del diccionari nacional de tetún i va ser fundador i co-redactor de la revista acadèmica Estudos de Línguas e Culturas de Timor-Leste.
Els seus serveis per a les llengües de Timor Oriental són de la major importància, i van ser tinguts en alta consideració per l'Administració Transitòria de les Nacions Unides a Timor Oriental, sota la direcció, de desembre de 1999 a maig de 2002, del brasiler Sérgio Vieira de Mello. Pel seu treball fonamental en favor del tetun, Geoffrey Hull és comparable amb personalitats com Koldo Mitxelena pel basc (eusquera), de Eliezer Ben Yehuda per l'hebreu, de Ivar Aasen i Knud Knudsen pel noruec, de Johannes Aavik per l'estonià, de Taràs Xevtxenko per l'ucraïnès, etc.

### Altres àrees d'interès
Fora del camp de la lingüística, Geoffrey Hull és conegut pels seus treballs sobre qüestions religioses, principalment les causes històriques i l'impacte sòcio-cultural de les reformes de l'església en la dècada dels anys 1960 sobre l'Església catòlica Llatina i les tradicions orientals catòliques.